# Dario Zanatta
Dario Zanatta (* 24. Mai 1997 in Victoria) ist ein kanadischer Fußballspieler.

## Vereinskarriere
Dario Zanatta wurde 1997 in Victoria, der Hauptstadt der kanadischen Provinz British Columbia geboren. Er begann seine Fußballkarriere als Kind bei der Gorge Soccer Association und den Victoria Capitals. Ab dem Alter von 14 Jahren spielte Zanatta bei den Vancouver Whitecaps. Nach einem Probetraining im schottischen Edinburgh bei Heart of Midlothian, erhielt er im August 2015 seinen ersten Profivertrag. Am 31. Oktober 2015 gab der 18-Jährige im Ligaspiel gegen Partick Thistle sein Profidebüt, als er für Sam Nicholson eingewechselt wurde. Bis zum Ende der Saison 2015/16 absolvierte Zanatta unter Robbie Neilson 12 weitere Einsätze in der Premiership. Mit der U-20-Mannschaft des Vereins verlor der Stürmer im April 2016 das Finale im Scottish Youth Cup gegen den FC Motherwell. Im September 2016 wurde Zanatta an den schottischen Drittligisten FC Queen’s Park verliehen. Danach folgte eine erneute Leihe in die dritte Liga zu den Raith Rovers, und Zweitligisten Alloa Athletic. Im August 2019 wechselte er zum schottischen Zweitligisten Partick Thistle.

## Nationalmannschaft
Dario Zanatta spielte in der U-16, U-18 und U-20-Nationalmannschaft von Kanada.